# Грифиус, Андреас
Андреас Грифиус (нем. Andreas Gryphius; настоящее имя Андреас Грайф, нем. Andreas Greif; 2 октября 1616, Глогау, Силезия — 16 июля 1664, Глогау, Силезия) — немецкий поэт и драматург эпохи барокко. Один из самых известных немецких сочинителей сонетов в XVII веке.

## Биография
Сын лютеранского пастора из силезского Глогау, Грифиус рано потерял отца; его мать повторно вышла замуж за гимназического учителя. В 1628 году в родной город Грифиуса пришла Тридцатилетняя война — в Глогау пришли иезуиты, и упорные протестанты, к которым относилась и семья Грифиуса, были вынуждены покинуть свои дома. В том же году умерла мать Андреаса. О смерти матери Грифиус сожалел едва ли больше, чем о большой отцовской библиотеке, которая растерялась во время бегства семьи из Глогау. Его отчим тем временем женился в третий раз и получил пасторскую должность в городе Фрауштадте. Там во время учёбы Грифиус, играя в школьном театре, снискал лавры талантливого актёра и написал свою первую пьесу «Детоубийца Ирод» (на латинском языке).
В 1634 году Андреас оказался в Данциге, который в то время был одним из крупнейших торговых, культурных и научных центров Европы. В Данциге он занимался у прославленного астронома и поэта Петера Крюгера. Крюгер разъяснял своим студентам учение Коперника, Галилея и Кеплера, а кроме того, был последователем Мартина Опица и популяризатором литературы на немецком языке. В 1636 году Грифиус по настоянию отчима вернулся во Фрауштадт и несколько лет прослужил у юриста Георга Шёнборнера (нем. Georg Schönborner), автора неоднократно переиздававшихся трудов по государственному устройству. В 1638 году Грифиус стал студентом прославленного Лейденского университета. Он изучал юриспруденцию, медицину, посещал лекции известнейшего поэта и историка Даниэля Гейнзия. В Лейдене Грифиуса очень привлекали анатомический театр и кунсткамера, в которой хранились «египетские мумии, голова слона, голова тигра, кровь крокодила, чучело животного, обитающего под землёй в Мексике, и змеиные яйца». В Голландии Грифиус завязал знакомство с Христианом Гофманом фон Гофмансвальдау (1617—1679), бреславльским патрицием и основателем «второй силезской школы», прославившимся позже своими галантными стихами.
По окончании учёбы Грифиус путешествовал по Италии и Франции, а в 1647 году вернулся в Силезию; два год спустя женится на Розине Дойчлендер, дочери фрауштадтского советника и зажиточного купца. В 1650 году Грифиус занял место синдика в Глогау. В этой должности Грифиус проявил недюжинный дипломатический талант, защищая протестантский город и его суверенные права от посягательств австрийской короны. Не оставлял Грифиус и занятий наукой. В 1658 году по приглашению своего друга Гофмансвальдау он приезжал в Бреслау, где на главной площади провёл публичное вскрытие мумий, хранившихся в одной из аптек. Грифиус неожиданно умер в расцвете лет 16 июля 1664 года во время заседания городского совета.
Андреас Грифиус написал и опубликовал при жизни пять трагедий, считающихся ныне вершиной немецкой барочной драматургии, несколько книг сонетов, од и эпиграмм. Обширное рукописное наследие Грифиуса издал его сын, учёный и поэт, Кристиан (1649—1706).
Мотив быстротечности жизни, непостоянства всего сущего, его обманчивость, словом, мотив «vanitas» («суета»), популярный в поэзии барокко, наполняется у Грифиуса особо трагической эмоциональной напряжённостью. В своей поэзии он прибегал к жанровым формам, разработанным в поэзии ренессанса, — к сонету и аллегории, одам и посланиям, которые, однако, под его пером подвергались трансформации.
В честь Андреаса Грифиуса назван астероид (496) Грифия, открытый в 1902 году.

## Драматические произведения
- «Лев Армянин», драма
- «Екатерина Грузинская, или Неопределенная устойчивость», драма о Кетеван Мученице
- «Горрибилис Крибрифакс», комедия
- «Карденио и Целинда», драма
- «Карл Стюарт», драма
- «Папиниан», драма
- «Господин Петер Сквенц», комедия
- «Возлюбленная Роза», комедия

## Переводы на русский язык
- Немецкая поэзия XVII в. в переводах Л. Гинзбурга. М., 1976. — C. 104—122.
- Сонеты Андреаса Грифиуса // Западноевропейский сонет XIII—XVII веков: Поэтическая антология / Сост. А. А. Чамеева; вступ. ст. З. И. Плавскина. — Л.: Издательство ЛГУ, 1988. — С. 408—412. — ISBN 5-288-00129-4.
- Грифиус А. Сонеты. Книги первая и вторая / Пер. А. Прокопьева. — М.: libra, 2016. — ISBN 978-5-9906440-5-2.
- О рождестве Иисуса. / Пер. Д. В. Щедровицкого.